# Ripudio di Vasti
Il Ripudio di Vasti è una tela dipinta da Giambattista Tiepolo durante il suo periodo giovanile, nel 1719. L'opera è collocata presso una collezione d'arte privata a Milano.

## Descrizione
Il dipinto raffigura probabilmente un episodio biblico raccontato nel libro di Ester (2,12), dove Vasti, moglie del re Assuero, rifiuta di obbedire ad un suo ordine. Così il re, adirato, segue il consiglio dei suoi ministri; ripudia sua moglie e proibisce che lei compaia alla sua presenza, togliendole poi anche il titolo di regina. In seguito il re ordina che gli siano portate ragazze vergini di bell'aspetto da tutto l'impero, per eleggere una nuova regina al posto di Vasti.